# Famille van Eyll
La famille van Eyll est une famille de la noblesse belge originaire de Grave (ancien duché de Brabant) dont l'ancienneté prouvée remonte à 1623.

## Origine
L'ancêtre le plus lointain de la famille van Eyll est Alard van Eyll qui était échevin de Grave ; il avait épousé Jeanne Verberchtz et décéda le 10 septembre 1623.
Une anecdote concernant l'abbaye de Binderen (1244-1648), relate l'existence de deux membres de la famille van Eyll, deux sœurs répondant aux noms de Levina et Johanna van Eyll. La mort de la première est attestée en 1633. La seconde était abbesse de l'abbaye. Cette institution religieuse fondée par Marie de Brabant n'était destinée qu'à accueillir des femmes d'origine noble.

## Châteaux & Propriétés

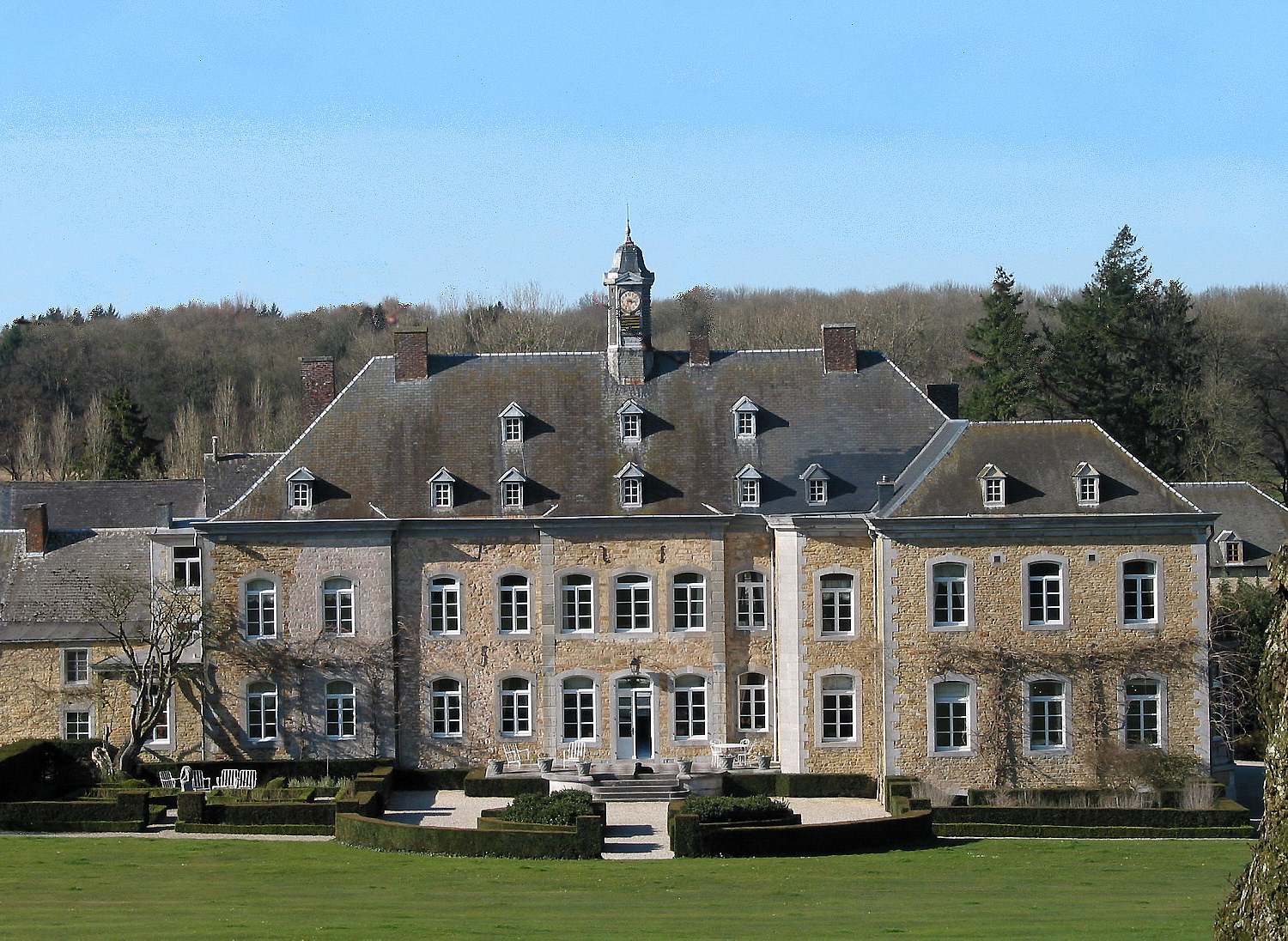
Château de Doyon(Doyon, Belgique)
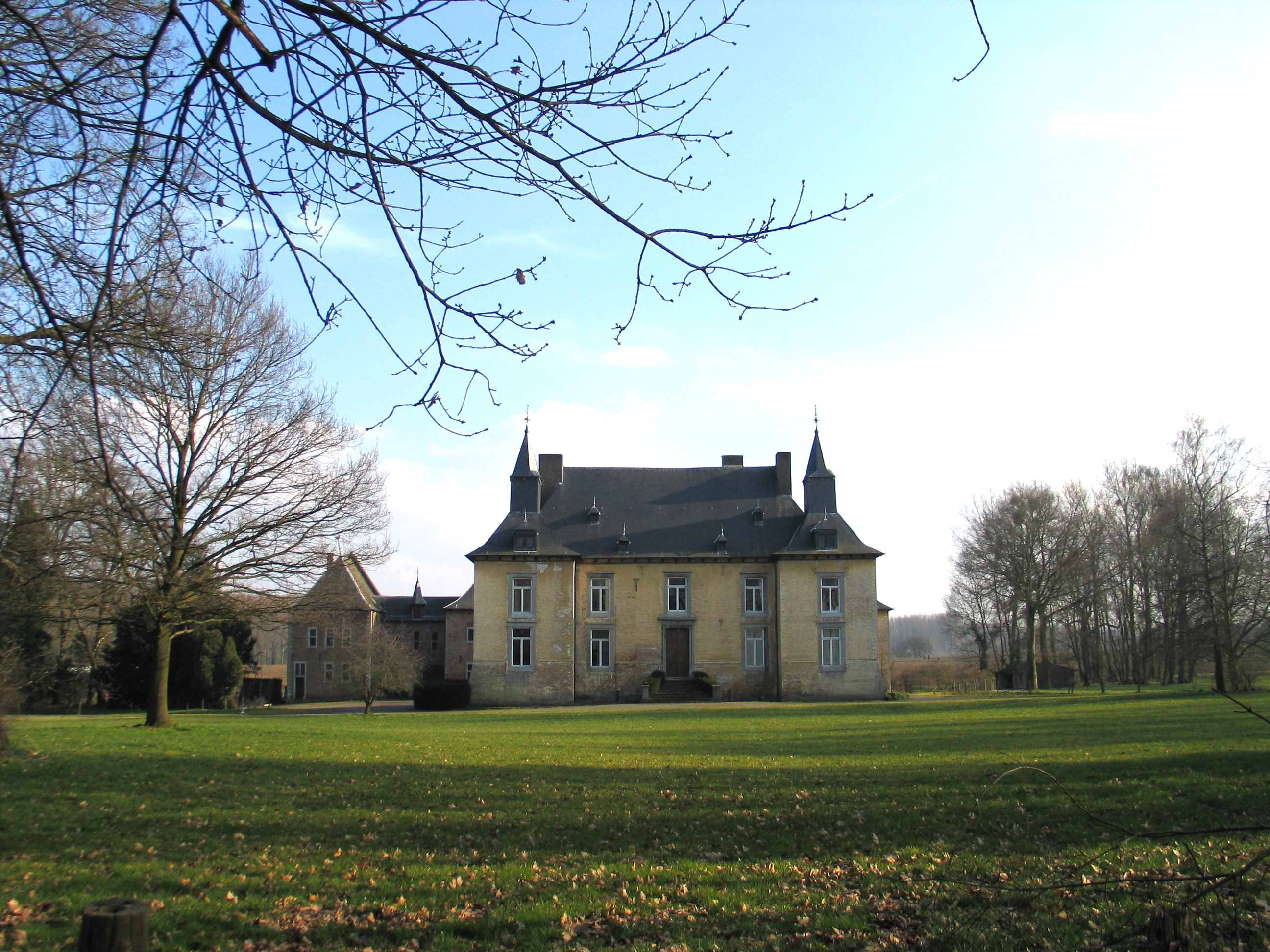
Château de Schalkhoven

## Membre notables
- baron Guillaume van Eyll, militaire, membre de l'ordre équestre de la province de Namur ;
- baron Joseph van Eyll (1778-1855), membre de l'ordre équestre du Grand-duché de Luxembourg ;
- baron Alexandre van Eyll (1781-1867), conseiller provincial, député permanent de Namur ;
- baronne Marie-Césarine van Eyll (1824-1872), 2e épouse d'Omer Ablaÿ, lieutenant général de cavalerie, aide de camp du roi des Belges ;
- Maria van Eyll, baronne Maximilien d'Udekem d'Acoz, arrière-grand-mère de Mathilde, reine des Belges ;
- baronne Elisabeth van Eyll (1910-1971), comtesse Victor Christyn de Ribaucourt. Elle est reconnue, avec son mari, Juste parmi les nations en 1999 ;
- Didier van Eyll (1943), membre de la Chambre des représentants de Belgique, secrétaire d'État de la Région bruxelloise de 1992 à 1995, député de la Région de Bruxelles et de la Wallonie-Bruxelles, secrétaire du Parlement de la Communauté française ;

## Héraldique
| Armoiries de la famille van Eyll | Armoiries de la famille van Eyll |
| -------------------------------- | --- |
|                                  | Ecu : d'azur, à la fleur de lys d'or Couronne : couronne de baron Heaume : d'argent, couronné, grillé, colleté et liseré d'or, doublé et attaché de gueules Lambrequins : d'or et d'azur Cimier : un cerf naissant d'azur, ramé d'or Supports : deux lions d'or, la queue fourchue et passée en sautoir, armés et lampassés de gueules |